# Sozialkognitive Lerntheorie
Die Sozialkognitive Lerntheorie (auch Sozial-kognitive Lerntheorie oder Modelllernen oder Lernen am Modell genannt) ist eine kognitivistische Lerntheorie, die von Albert Bandura entwickelt wurde. Es werden darunter Lernvorgänge verstanden, die auf der Beobachtung des Verhaltens von menschlichen Vorbildern beruhen. Die persönliche Anwesenheit dieser Vorbilder (Modelle) ist dabei von untergeordneter Bedeutung.
Andere Bezeichnungen sind Beobachtungslernen, Nachahmungslernen, Imitationslernen, soziales Lernen, Identifikationslernen, Rollenlernen und stellvertretendes Lernen. Die einzelnen Bezeichnungen können je nach Autor auch unterschiedlich verwendet werden. Das „Lernen am Modell“ gilt als dritte Form des menschlichen Lernens, da es zeitlich nach der instrumentellen und operanten Konditionierung und der Klassischen Konditionierung entdeckt wurde.
Banduras Konzept beschreibt einen Lernprozess in vier Teilprozessen, die sich in die zwei Phasen Aneignung und Ausführung aufteilen. Im Gegensatz zu behavioristischen Lerntheorien – wie dem Operanten Konditionieren – kommen in der sozial-kognitiven Lerntheorie besonders zwei Komponenten zum Tragen. Zum einen wird der Mensch als ein aktiv Lernender gesehen, der sich bewusst mit seiner Umwelt auseinandersetzt, sodass ein Lernprozess aus einer Wechselwirkung von Person und Umwelt entsteht (soziale Komponente). Zum anderen plant der Mensch nicht nur seine Handlung, sondern er ist auch fähig diese zu reflektieren und sich selbst zu motivieren (kognitive Komponente).

## Grundannahmen
Die Sozial-kognitive Lerntheorie, Modelllernen oder Lernen am Modell wird als Vorgang bezeichnet, der zum einen durch die bewusste Beobachtung des Lernenden ausgezeichnet und zum anderen aus der Anlagen-Umwelt-Interaktion heraus geleitet wird. Der Lernende wird am Modell nur etwas lernen wollen, wenn sein Interesse von dem Modell geweckt wird. Aus kognitionstheoretischer Ansicht ist ein Verhalten nicht nur die Reaktion auf einen vorhergegangenen (Umwelt-)Reiz, sondern vor allem auch der Prozess des Wahrnehmens, Verarbeitens und der Bewertung dieses Reizes. Somit ist ein Verhalten nicht eine bloße Reaktion auf die Umwelt, sondern ein aktiver kognitiver Vorgang. Zudem ist der Mensch zur Selbststeuerung in der Lage. Wie er handeln möchte, welche Situationen er meidet oder sucht, welche Alternativen abgewogen werden, obliegt größtenteils dem Menschen selbst. Bandura ließ sich dabei von der operanten und klassischen Konditionierung nach Skinner und Thorndike inspirieren und griff die Fragen aus deren Studien auf.
Bandura hat für seine Theorie folgende vier Thesen formuliert:
1. Gelerntes wird nicht zwangsläufig unmittelbar gezeigt.
2. Durch Modellierungseffekte kann Gelerntes in späteren – vollkommen unterschiedlichen – Kontexten wieder auftauchen.
3. Auch eine Beschreibung reicht, um eine kognitive Repräsentation hervorzurufen – der Lerninhalt muss nicht gesehen werden.
4. Gelerntes kann auf andere Bereiche übertragen werden.

## Prozesse des Modelllernens
Damit Lernen durch Beobachtung überhaupt stattfinden kann, müssen beim Individuum vier Prozesse ablaufen, die einer Aneignungs- bzw. einer Ausführungsphase zugeordnet sind.

### Aneignungsphase (Kompetenz, Akquisition)

#### Aufmerksamkeitsprozesse
Aus der Masse an Informationen, die das Verhalten des Vorbilds enthält, wählt der Beobachter die für ihn wichtigen Bestandteile aus und beobachtet genau.
Ob einem Modell viel oder wenig Aufmerksamkeit entgegengebracht wird, ist abhängig von
- den Persönlichkeitsmerkmalen des Modells: Besonders beobachtet werden Menschen mit sozialer Macht (die also belohnen und bestrafen können), Menschen mit hohem Ansehen, sympathische und attraktive Menschen sowie Menschen, die die Bedürfnisse des Lernenden zufriedenstellen können. Auch Personen, die dem Beobachter auf eine gewisse Weise ähnlich sind (ähnliche Wertvorstellungen, Bedürfnisse o. ä. haben) werden bevorzugt nachgeahmt.[5]

- den Persönlichkeitsmerkmalen des Beobachters/Lernenden: Fehlendes Selbstvertrauen oder geringe Selbstachtung fördern die Aufmerksamkeit einem Modell gegenüber. Zudem ist die Beobachtung eines Modells von verschiedenen Faktoren menschlicher Wahrnehmung abhängig, z. B. von Erfahrungen, Interessen, Wertvorstellungen, Gefühlen oder Stimmungen.

- der Beziehung zwischen Modell und Beobachter: Eine positive emotionale Beziehung sowie die Abhängigkeit von Modell und Beobachter voneinander begünstigen die Nachahmungsbereitschaft des Beobachters.

- den gegebenen Situationsbedingungen: Wenn Menschen anwesende Personen beobachten, so ist die Wahrnehmung stets in eine soziale Situation eingebunden. So muss das Verhalten des Modells hinreichend auffällig sein, damit es die Aufmerksamkeit des Beobachters auf sich zieht. Außerdem ist es von Vorteil, wenn die Konsequenz – solange diese dem Beobachter positiv erscheint – wahrgenommen wird und sich dieser selbst Vorteile vom Nachahmen der Verhaltensweise verspricht. Die sogenannten emotionalen Befindlichkeiten wirken sich hierbei auf die Wahrnehmung des Beobachters aus.[5]

#### Gedächtnisprozesse
Der Lerner formt das Beobachtete in Gedächtnisstrukturen um – legt also neue Schemata an (akkommodiert), oder erweitert diese (assimiliert) – die er als Erinnerung wieder aktivieren kann.
Neue Informationen werden symbolisch kodiert und ins kognitive System eingeordnet. Symbolische sowie motorische Nachbildung des Gelernten fördert das Behalten von Informationen.

### Ausführungsphase (Performanz)

#### Motorische Reproduktionsprozesse
Der Lerner erinnert sich und versucht, das Beobachtete, ihm vorteilhaft erscheinende Verhalten zu reproduzieren. Je nach Kreativität ist er eingeschränkt oder weitgehend in der Lage, das beobachtete Schema der Situation anzupassen. Die neuen motorischen Fähigkeiten gilt es durch gezielte Übung und Korrektur, bei der eine von außen kommende Rückmeldung hilfreich sein kann, zu wiederholen.

#### Verstärkungs- und Motivationsprozesse
Ob ein Mensch ein bestimmtes Verhalten überhaupt beachtet, um es zu lernen, hängt von seiner Motivation ab. Die Motivation einer Person beeinflusst beim Modelllernen sowohl die Aneignungs- als auch die Ausführungsphase. Nur wer sich vom Beachten und Durchführen einer Verhaltensweise einen Erfolg bzw. Vorteil verspricht oder einen Misserfolg bzw. Nachteil abzuwenden glaubt, wird entsprechende Aktivitäten entfalten. Motivation ist daher eng mit der Aussicht auf Bekräftigung verbunden.
Bandura unterscheidet folgende verschiedene Arten von Bekräftigung:
- Externe Bekräftigung: Der Beobachter erfährt eine angenehme Folge auf sein Verhalten oder vermeidet eine negative.
- Stellvertretende Bekräftigung: Das Modell erfährt eine Belohnung für sein Verhalten bzw. hatte mit seinem Verhalten Erfolg. Der Beobachter nimmt diese Belohnung bzw. den Erfolg wahr.
- Direkte Selbstbekräftigung: Der Beobachter belohnt sich selbst für sein Verhalten (Eigenlob).
- Stellvertretende Selbstbekräftigung: Das Modell belohnt sich selbst für sein Verhalten. Der Beobachter nimmt diese (Selbst-)Belohnung wahr.

Jedoch ist die Bekräftigung in der sozial-kognitiven Lerntheorie keine notwendige Bedingung dafür, dass ein Lernprozess stattfindet. Dennoch hat sie eine große Bedeutung für denselben. Die Konsequenzen die das Modell oder der Beobachter für ihr oder sein Verhalten erfährt, bestimmen den Verlauf des Lernprozesses maßgeblich. Jedoch stößt nicht die angenehme Konsequenz diesen Prozess an, sondern ihre gedankliche Vorwegnahme. Der Beobachter geht von einer für ihn positiven Konsequenz auf das Verhalten aus, bevor er dieses gezeigt hat.

## Vergleich zum Behaviorismus
Im Vergleich zu den als Konditionierung bekannten behavioristischen Lerntheorien von Skinner oder Pawlow kommt dem Lernenden beim Modelllernen eine aktivere Rolle zu. Der Mensch lernt von Vorbildern und ahmt ihr Verhalten nach, wenn es denn zu den vom Lernenden gewünschten Folgen führt. Die frühkindliche Nachahmung (Spiegelneurone) findet auch dann statt, wenn unerwünschte Folgen auftreten und der Zusammenhang noch nicht reflektiert werden kann.
Im Gegensatz zur Klassischen Konditionierung und zur Operanten Konditionierung dient beim Modellieren die Motivation im zweiten Teil der Ausführungsphase nicht mehr zum Erlernen des neuen Verhaltens, sondern jene unterstützt lediglich das Zeigen des neuen Verhaltens. Das Lernen wird beim operanten Konditionieren im Wesentlichen durch den Verstärker bestimmt, während beim Modelllernen nun die Erwartung auf einen Verstärker die Lernwirkung bedingt und die Bildung einer eigenen Variation begünstigt. Eine direkte Verstärkung in der Beobachtungssituation unterbleibt also, ansonsten würde man den Lernvorgang unter Lernen am Erfolg einordnen.

## Effekte des Modelllernens
Nach Bandura können sowohl natürliche als auch symbolische Modelle eine Reihe von Effekten bewirken. Er unterscheidet vier Effekte:
1. Der modellierende Effekt: An Vorbildern lernen Menschen neue, ihnen bisher unbekannte Verhaltensweisen sowie Einstellungen gegenüber Personen, Objekten und Sachverhalten, Vorurteile, Gefühle, Bedürfnisse usw. Der Beobachter kopiert jedoch nicht einfach Verhaltensweisen des Modells, oft wird das Gesehene neu organisiert. So kann der Lernende das Beobachtete zu neuen Kombinationen zusammenfügen.
2. Der enthemmende Effekt: Sehen Menschen, wie ein bestimmtes Verhalten anderer keine negativen Folgen oder sogar Belohnungen nach sich zieht, so kann dies ihre bisherige Hemmschwelle, ein ähnliches Verhalten zu zeigen, entscheidend herabsetzen.
3. Der hemmende Effekt: Hemmende Effekte entstehen in der Regel in Fällen, in denen das Modellverhalten negative Konsequenzen nach sich zieht oder wenn in dem Zusammenhang Ängste ausgelöst werden. Dabei sinkt die Bereitschaft, dem Vorbild nachzueifern.
4. Der auslösende Effekt: Das Verhalten eines Modells veranlasst andere Menschen, es unmittelbar nachzuahmen. Die Verhaltensweisen sind weder neu, noch ergeben sich daraus besondere Konsequenzen, trotzdem erleichtert die Beobachtung einer Modellperson die Auslösung des entsprechenden eigenen Verhaltens.

## Einflussfaktoren auf das Modelllernen

### Erwartungen
Zudem geht die sozialkognitive Theorie davon aus, dass die Erwartungen, die ein Beobachter hat, entscheidend dafür sind, ob er das Verhalten eines Modells tatsächlich nachahmt.
Ergebniserwartung: Eine Person wird dann das Verhalten eines Modells nachahmen, wenn sie sich davon angenehme Konsequenzen verspricht bzw. glaubt, Unangenehmes vermindern zu können. Es werden somit erwartete Verhaltenskonsequenzen zu einem Anreiz für Verhalten.
Beispiel: Ein Schüler erwartet sich von der Benutzung eines Spickzettels Erfolg, weil ihm sein Freund erzählt, dass dies bei ihm immer funktioniert.
„Die Menschen richten sich in ihrem Handeln (…) eher nach ihren Vorstellungen, die diesem vorangehen, statt sich nur an den Ergebnissen ihrer aktiven Handlungsvollzüge zu orientieren.“ (Albert Bandura)
Man nennt das oben beschriebene Phänomen Ergebniserwartung.
Kompetenzerwartung: Wenn ein Lernender ein Verhalten bei einem Modell beobachtet, so muss sich der Beobachter die Ausführung dieses Verhaltens auch selber zutrauen, um es tatsächlich zu zeigen. Er wird solche Verhaltensweisen bevorzugt zeigen, bei denen er sich kompetent fühlt. Zugleich wird er solche Verhaltensweisen selten zeigen, die er meint, weniger kompetent ausführen zu können. Der Beobachter nimmt also eine subjektive Einschätzung seiner Fähigkeiten vor, die er zum Nachahmen des Verhaltens benötigt. Man spricht hier vom Phänomen der Kompetenzerwartung.
Beispiel: Wird jemand in der Disco aufgefordert einen Solotanz hinzulegen, so wird er dies nur tun, wenn er glaubt, er sei ein toller Tänzer.
Eine Person wird ein Verhalten am ehesten dann zeigen, wenn die Kompetenzerwartung relativ hoch ist.
Erwartung von Selbstbekräftigung (auch Selbstregulation): Der Mensch ist in der Lage, sich selbst zu bekräftigen. Menschen schätzen ihr Verhalten nach bestimmten subjektiven Kriterien ein und beurteilen ihr Verhalten.
Aussicht auf Selbstbekräftigung bedeutet in der sozialkognitiven Theorie die Erwartung einer günstigen Selbstbewertung bei Zeigen eines nachzuahmenden Verhaltens, die zu Zufriedenheit, Wohlbefinden und Selbstbelohnung führt.
Beispiel: Ein Mensch, der Diebstahl aus innerer Einstellung ablehnt, wird sich durch das Beobachten eines Vorbilds, das in einem Kaufhaus CDs klaut, kaum zur Nachahmung dieses Verhaltens bringen lassen, selbst wenn ihm eine externe Bekräftigung dafür in Aussicht steht.

### Selbstwirksamkeit
Für Albert Bandura wurde der Begriff der Selbstwirksamkeit zum zentralen Entwurf seiner Theoriearbeit. Unter Selbstwirksamkeit fasst Bandura die Überzeugung, zur Bewältigung einer bestimmten Situation in der Lage zu sein. Je höher die Selbstwirksamkeit des Menschen ausgeprägt ist, desto eher kommt es zu einer gelingenden Bewältigung der Situation. Gibt es jedoch Zweifel an der eigenen Selbstwirksamkeit, kann – trotz Vorhandenseins der benötigten Fähigkeit – die erfolgreiche Bewältigung ausbleiben. Hierbei zeigt sich die starke Auswirkung der Selbstwirksamkeit auf die Wahrnehmung, Motivation und Leistung des Menschen. Somit ist die eigene Selbstwirksamkeitserwartung – vor allem in der Ausführungsphase, in der neben der Motivation die Einschätzung der motorischen Fähigkeiten Bedeutung hat – maßgeblich daran beteiligt, ob ein Lernprozess angestoßen wird oder nicht. Die Einschätzung der eigenen Selbstwirksamkeit beeinflusst wesentlich, wie schnell ein Mensch beim Aufkommen von Schwierigkeiten resigniert aufgibt oder wie viel er unternimmt, um die Probleme zu lösen, die sich ihm in den Weg stellen. Eine hohe Selbstwirksamkeit wirkt sich positiv auf die Ausdauer aus, die es zum Lösen des Problems benötigt. Es kommt zu einer erhöhten Frustrationstoleranz. Durch das Erreichen von kleineren Teilzielen kann die Selbstwirksamkeit gesteigert werden, sodass nicht mehr die Problemlösung die Motivation hervorruft, sondern vielmehr das Erfolgserlebnis, die Fähigkeit zur Bewältigung zu besitzen und die Situation ein Stück weit kontrollieren zu können.

### Emotionen
Grewe-Partsch (1986) konnte bei Kindern nachweisen, dass Emotionen, die sie beim Betrachten eines Filmes hatten, länger nachwirkten, als die Erinnerung an die im Film gezeigten Geschehnisse.
Weiterhin werden die Verhaltensweisen einer bestimmten Person eher übernommen, wenn die Beziehung allgemein von freundlicher Zuwendung, Anerkennung und Lob gekennzeichnet ist (sekundäre Verstärkung).

### Ähnlichkeit zwischen Modell und Lernenden
Wenn zwischen Beobachter und Modell Ähnlichkeiten bestehen, findet ein verstärktes Modelllernen statt. Dies ist beispielsweise beim Geschlecht der Fall, wie in der Bobo doll study gezeigt wurde.

### Bewegte Bilder
Dass ein durch bewegte Bilder erschaffenes Modell die gleiche Wirkung hat wie das physisch vorhandene Modell (Live-Modell), beschreibt W. Edelmann (1986, S. 245).
Die Vorteile von durch bewegte Bilder geschaffenen Vorbildern sind:
- die gespielte Person kann eher das gewünschte oder unerwünschte Verhalten zeigen als eine Live-Person
- in die Aufbereitung der Szene kann ein Schema eingebaut werden, das dem Lerner das Merken erleichtert
- die künstlich geschaffenen Lebenswelten können emotional angereichert werden, damit sie länger nachwirken.

## Experiment von Bandura und Walters (1965)
Das Experiment von Bandura wird „Rocky-Experiment“ genannt und schließt die Serie von Experimenten mit der Bobo doll ab. Das Originalexperiment von Bandura lief folgendermaßen ab (die Kinder wurden einzeln getestet): Vierjährige Kinder aus drei verschiedenen Gruppen sahen einen Film über einen Erwachsenen namens „Rocky“, welcher sich sehr aggressiv gegenüber der Puppe „Bobo“ verhielt (schlagen, treten, Schimpfworte …). Die Kinder sahen bis zu diesen Szenen alle den gleichen Film. Am Ende unterschieden sich die Filme darin, wie auf Rockys Verhalten reagiert wurde:
- Rockys Verhalten wurde belohnt (Verstärkung)
- Rockys Verhalten wurde bestraft
- Rockys Verhalten hatte keine Konsequenzen (Kontrollgruppe)

Die Kinder wurden nach dem Sehen des Films in einen Raum geführt, in dem viele Spielsachen verteilt waren, darunter auch die Puppe Bobo, die von Rocky im Film zuvor getreten, geschlagen bzw. kaputtgemacht worden war. Es wurde nun beobachtet, bei welchen Kindern das Verhalten Rockys auftrat und bei welchen nicht.
- War Rocky zuvor gelobt worden, wurde sein Verhalten von vielen Kindern imitiert.
- War Rocky zuvor bestraft worden, wurde sein Verhalten von wenigen Kindern imitiert.
- Zudem ließ sich beobachten, dass Jungen unabhängig von der Verstärkung eine höhere Nachahmungsquote aufwiesen als die Mädchen.

Wenn aber den Kindern eine Belohnung (Süßigkeit) versprochen wurde, falls sie das Gesehene nachspielten, zeigten alle das gesehene Verhalten, wobei im Vergleich zu den männlichen Teilnehmern die Mädchen eine deutlich gesteigerte Bereitschaft zeigten. Gab es noch deutlich erkennbare Unterschiede in der Wahrscheinlichkeit der Nachahmung vor der positiven Verstärkung, so stellte sich nach der Verstärkung ein ungefähres Gleichgewicht der Wahrscheinlichkeit ein.

### Fazit
Albert Bandura schloss daraus, dass die Kinder das Vorbild-Verhalten gleichermaßen erlernten, aber je nach Folgen unterschiedlich reproduziert haben. Es besteht also ein Unterschied zwischen Erwerb (Kompetenz) und Ausführung (Performanz) des beobachteten Verhaltens (sogenanntes latentes Lernen). Des Weiteren scheinen jüngere Jungen wahrscheinlicher Gewalt zu adaptieren, während Mädchen anscheinend ein größeres Verlangen haben, Erwachsenen zu gefallen und belohnt zu werden.

## Relevanz der sozial-kognitiven Theorie
Zentrale Befunde aus Albert Banduras Studien zeigen auf, wie groß der Einfluss von Modellen sein kann, die ein Mensch zu imitieren imstande ist. Und dieser kann sowohl positive, als auch negative Folgen nach sich ziehen. Einen wichtigen Beitrag haben die Erkenntnisse Banduras deswegen für die Pädagogik geleistet. Modelle oder Vorbilder, die vermehrt ein prosoziales Verhalten zeigen, können dieses hilfsbereite, konstruktive Verhalten auch bei anderen Menschen hervorrufen. Wichtig ist demnach nicht das Gesagte, sondern die tatsächliche Handlung. Somit ist ein kritisch reflektiertes Handeln seitens der erziehenden Person vonnöten. Genauso erscheint eine positive emotionale Beziehung zwischen Modell und Beobachter dem Nachahmen förderlich. Eine Bekräftigung bei gewünschtem Verhalten führt zudem schneller zum Erfolg, als wenn diese ausbleibt. Wobei eine direkte Bekräftigung mehr wiegt, als eine stellvertretende.
Auch in der Therapie wird den Befunden Banduras Rechnung getragen. Gerade in der Verhaltenstherapie kann das Modelllernen wirkungsvoll zum Einsatz gebracht werden, um u. a. beim Aufbau neuer konstruktiver Verhaltensweisen zu helfen. Zunächst wird dem Klienten ein Verhalten aufgezeigt. Dieses soll dann im nächsten Schritt nachgeahmt werden. Darauf folgt ein konstruktives Feedback und Vorschläge, wie sich diese neue Verhaltensweise in die reale Situation übertragen lässt, seitens des Therapeuten.
Jedoch können auch negative Vorbilder zum Nachahmen destruktiven Verhaltens führen. Hier werden vor allem Befunde im Bereich der fiktionalen Gewalt rezipiert. Das vermehrte Sehen von Gewalt in Filmen oder Videospielen erhöhe die eigene Bereitschaft aggressives Verhalten zu zeigen und steigere die Gleichgültigkeit gegenüber Gewaltausübung. Es muss jedoch angemerkt werden, dass diese Befunde recht kontrovers diskutiert werden und es noch keine einheitlichen Ergebnisse im Bereich der Mediengewalt gibt.

## Kritische Würdigung der sozial-kognitiven Theorie

### Das Menschenbild Albert Banduras
Bandura sieht den Menschen als ein leistungsorientiertes Wesen. Auch wenn Personen schon hohen Ansprüchen genügt haben, geben sie sich auf Dauer nicht damit zufrieden. Ihre künftige Selbstbewertung knüpfen sie immer wieder an das Erreichen noch höherer Ziele.

Im Gegensatz zu den behavioristischen Lerntheorien ist für Bandura ein Lernen ohne ein Mitwirken geistiger Vorgänge unvorstellbar. Lernen wird in der sozial-kognitiven Theorie als ein aktiver, kognitiv gesteuerter Verarbeitungsprozess von gemachten Erfahrungen verstanden. Kognitive Vorgänge bestimmen mit darüber, welche Ereignisse beobachtet und wie sie wahrgenommen werden, und wirken anschließend beim Kodieren und Speichern von Informationen (Kognition) weiter. Der Mensch kann Beobachtungen, Ereignisse, Erfahrungen und dergleichen symbolisieren und diese auf der Grundlage dieser Symbole in seinem Gedächtnis festhalten, darüber nachdenken, neue Ereignisse planen sowie schöpferisch tätig sein (Symbollernen). Um beobachtetes Verhalten zeigen zu können, müssen kognitive Vorstellungen aktiviert werden. Bandura betont also vor allem die besondere Rolle von Denkprozessen für den Neuerwerb und die Änderung menschlichen Verhaltens.
„Eine Theorie, die in Abrede stellt, dass Gedanken Handlungen steuern können, wird sich schwer tun, komplexes menschliches Verhalten zu erklären.“ (Albert Bandura)
Im Unterschied zum Behaviorismus, der Lernende mehr als „marionettenhafte“ Wesen sieht, die durch Verhaltenskonsequenzen aus der Umwelt beliebig steuerbar und kontrollierbar sind, schreibt Bandura dem lernenden Menschen ein hohes Maß an Selbststeuerung zu. Der Mensch ist ein handelndes Wesen: Er verfolgt bewusst und überlegt bestimmte Ziele; er ist motiviert, Dinge zu erlernen, die er zur Realisierung seiner Ziele benötigt; er kann sich selbst steuern und sein eigenes Verhalten ändern, wenn er es will. Darin liegt die Freiheit des Menschen, sein Schicksal selbst zu bestimmen. Bandura sieht den Menschen also als ein aktives Wesen, das seine Selbststeuerung einsetzt, um sich die Umwelt seinen Zielen dienlich zu machen.
Wenn der Mensch sich selbst steuert, um seine Ziele zu erreichen, versucht er in der Regel die Umwelt so zu beeinflussen, dass er seine Ziele verwirklichen kann. Die so gestaltete Umwelt wirkt aber ihrerseits wieder auf den Menschen zurück. Daraus ergibt sich eine gegenseitige Beeinflussung von Person und Umwelt. In diesem Prozess der Beeinflussung sind Person und Umwelt ständig aufeinander bezogen und stehen in einer fortdauernden Wechselbeziehung. Persönlichkeit, Verhalten und Umwelt werden als ein System von Kräften verstanden, die einander im Laufe der Zeit gegenseitig beeinflussen. Das Erleben und Verhalten eines Menschen entsteht und verändert sich also im Wechselspiel von Faktoren, die einerseits in der Person liegen, und die andererseits von der jeweiligen Situation (Umwelt) ausgehen.

### Die Bewertung der sozial-kognitiven Lerntheorie
Die sozial-kognitive Lerntheorie basiert auf gründlicher experimenteller Forschung und ist wissenschaftlich fundiert (Empirie). Anders als in vielen behavioristischen Studien, wurden nicht Ergebnisse aus Tierversuchen auf menschliches Verhalten übertragen (siehe z. B. die Skinner-Box oder Edward Lee Thorndikes Problemkäfig); die meisten Forschungen wurden mit Menschen durchgeführt. Aus diesem Grund kann der Erklärungswert der sozial-kognitiven Theorie hoch eingeschätzt werden. Er kommt dort zum Tragen, wo behavioristische Theorien an ihre Grenzen stoßen. Banduras Theorie schließt aktive, kognitive gesteuerte Verarbeitungsprozesse mit ein, bei denen auch soziale Bedingungen wie Familienstrukturen, soziales Milieu etc. eine wichtige Rolle spielen. Dabei zieht die sozial-kognitive Lerntheorie ebenfalls das menschliche Erleben heran, um Verhalten zu erklären. Während die Behavioristen erst dann auf Lernprozesse schließen, wenn ein neues oder verändertes Verhalten beobachtbar ist, verweist Bandura darauf, dass auch ohne eine beobachtbare Ausführung von Verhalten Lernprozesse stattgefunden haben können. Entscheidend ist für ihn dabei die Speicherung beobachtbaren Verhaltens.
Da Banduras Theorie fundiert ist und einen hohen Erklärungswert besitzt, ist sie von großer Bedeutung für den Alltag und die Erziehung. Viele Verhaltensweisen können nur auf der Grundlage des Modelllernens erlernt werden. Als Beispiel sei hier die Sprache angeführt. Befunde von Harold Bekkering zeigten, dass Kinder im Vorschulalter nicht durch das beobachtete Verhalten selbst lernen und andere imitieren, sondern dass sie primär durch Beobachtung anhand eines Modells lernen; dies konnte später György Gergely auch bei präverbalen Kleinkindern feststellen.

Modelllernen stellt demnach eine Form des Lernens dar, welche es erlaubt, komplexe und abstrakte Verhaltensweisen (wie Sprechen) relativ leicht zu erlernen:
„Das Lernen am Modell hat sich als ein sehr wirksames Mittel zur Schaffung abstrakten oder regelgeleitenden Verhaltens erwiesen. Auf der Grundlage von Regeln, die sie durch Beobachtung gewonnen haben, lernen die Menschen unter anderem Urteilsfähigkeit, Sprachstile, Begriffssysteme, Strategien zur Informationsverarbeitung, kognitive Operationen und Verhaltensstandards.“ (Albert Bandura)
Auch hinsichtlich des Einflusses von Medien (Fernsehen, Video, Computerspiele) auf Aggressionen und Gewalt insbesondere unter Kindern, Jugendlichen und Erwachsenen spielt die sozial-kognitive Theorie eine bedeutende Rolle mit hohem Aktualitätsbezug. Ihre Erkenntnisse tragen dazu bei, das Lernen von Gewalt zu erklären, Medien entsprechend ihrer diesbezüglichen Wirkung zu bewerten und geeignete Maßnahmen gegen unerwünschte Lerneinflüsse durch Vorbilder abzuleiten. Insgesamt hat diese Theorie mit ihren Erkenntnissen einen wichtigen Beitrag für die Pädagogik geleistet, die in vielen pädagogischen Konzepten besondere Berücksichtigung gefunden haben.
Die Erkenntnis der sozial-kognitiven Theorie wurde auch im therapeutischen Kontext (z. B. Abbau von Phobien und Aufbau kompetenten Sozialverhaltens etc.) antizipiert und gehört heute zum festen Bestandteil des Verhaltensrepertoires der meisten Therapeuten (Psychotherapie).
Darin liegen jedoch auch die Grenzen der sozial-kognitiven Theorie: Sie kann nur einen Teil menschlichen Erlebens und Verhaltens erklären, und zwar denjenigen, welcher auf Beobachtung zurückgeht. Menschen lernen aber auch ohne Beobachtung. Dass Menschen beispielsweise allein durch Einsicht lernen, einen bestimmten Sachverhalt denkend umstrukturieren und es so zu einer Verhaltensänderung kommt, bleibt unberücksichtigt. In Bezug auf das Beobachtungslernen stellt sich die Frage, ob ein spezifisches Verhalten (Know-How) oder vielmehr das Erreichen eines Zieles (Know-What, Emulationslernen) gelernt wird. Hierzu zeigten Andrew Meltzoff und Keith Moore (1977), dass bereits zwölf bis 21 Tage alte Babys spontan einfache Handlungen des Versuchsleiters imitieren (z. B. Zunge herausstrecken). Da diese Befunde sich jedoch als schwer replizierbar erwiesen, wurde vorgeschlagen dass dieses vermeintliche Imitationsverhalten möglicherweise lediglich auf einem durch Interesse und Aufregung ausgelösten gesteigerten Speichelfluss beruhen könnte.

Zudem wird häufig die Kritik geäußert, dass kognitive Theorien die Bedeutung der Emotionen für die Persönlichkeit vernachlässigen.
„In den sozialen Lerntheorien und in kognitiven Theorien werden Emotionen nur als Nebenprodukte von Gedanken und Verhalten gesehen oder einfach mit anderen Arten von Gedanken zusammengefasst, statt dass ihnen eine eigenständige Bedeutung zugewiesen wird.“ (Zimbardo/Gerrig) 
Kritiker wie Richard Carlson (1984) bemängeln des Weiteren, dass der sozial-kognitive Denkansatz so stark auf die Situation fokussiert ist, dass die inneren Merkmale nicht mit in die Theorie einbezogen werden. Eine mögliche Frage der Skeptiker ist: „Wo bleibt das Individuum bei dieser Sicht auf die Persönlichkeit?“